# Peñalén (Castille-La Manche)
Peñalén est une commune d'Espagne de la province de Guadalajara dans la communauté autonome de Castille-La Manche.